# Lithobates clamitans
La rana verde o rana de cobre (Lithobates clamitans) es una especie de anfibio anuro de la familia Ranidae del género Lithobates, nativo de la mitad este de Estados Unidos y Canadá. En algunos estados se venden como mascotas.